# Joi Johannsson
Joi Johannsson est un acteur islandais né le 23 novembre 1971 à Reykjavik.

## Filmographie

### Cinéma
- 1992 : Sódóma Reykjavik : Garðar
- 1993 : Stuttur Frakki : Unglingagengi
- 1998 : Dansinn : Vitus
- 2000 : Englar alheimsins : un policier
- 2004 : Með mann á bakinu : J-i
- 2005 : Esprit d'équipe : Matthias
- 2006 : When Children Play in the Sky : Lars
- 2006 : Mémoires de nos pères : le sergent sur la plage
- 2008 : Stóra planið : Ásgeir
- 2011 : Kurteist fólk : Askur
- 2011 : Algjör Sveppi og töfraskápurinn : MC
- 2011 : Corruption (City State) : le propriétaire du magasin
- 2012 : Survivre : Palli
- 2015 : The Shamer : Dres
- 2016 : Fyrir framan annað fólk : le père à l'école
- 2016 : The Oath - Le Serment d'Hippocrate : un policier
- 2017 : Örmagna : le père
- 2017 : Sumarbörn : le charpentier
- 2018 : Scenario : le pêcheur
- 2018 : Víti í Vestmannanaeyjum : Tóti
- 2018 : Ungfrú Ísland : Johann
- 2018 : Náttuglan : Gunnar
- 2020 : Eurovision Song Contest: The Story of Fire Saga : Jorn
- 2020 : Everything in the End : Kristjan

### Télévision
- 1988 : Nonni und Manni : Julli (4 épisodes)
- 2014 : LazyTown : Johnny SportsCandyseed (1 épisode)
- 2014 : Meurtre au pied du volcan : Gisli (4 épisodes)
- 2017-2018 : Fortitude : Axel Fersen (8 épisodes)
- 2018 : Shetland : Andreas Hagan (1 épisode)
- 2018-2019 : Arctic Circle : Jens Mathiesen (9 épisodes)
- 2018-2019 : Venjulegt fólk : Róbert (3 épisodes)
- 2018-2020 : Rig 45 : Vidar (12 épisodes)
- 2019 : His Dark Materials : À la croisée des mondes : Iofur Raknison (voix) (2 épisodes)